# Овчинников, Алексей Витальевич
Алексей Витальевич Овчинников (род. 27.11.1968, Саратов) — российский физик, математик. Кандидат физико-математических наук, доцент кафедры математики физического факультета МГУ. Заведующий отделом научной информации по фундаментальной и прикладной математике ВИНИТИ РАН. Автор нескольких университетских учебников по математике, в числе которых — серии «Классический университетский учебник».

## Биография
Родился 27 ноября 1968 года в городе Саратов. В 1985 году окончил саратовскую физико-математическую школу № 13 (с 1990 года физико-технический лицей № 1). В 1993 году — физический факультет МГУ (выпуск «Суперкурс»; кафедра математики).
С 1987 по 1989 год (в тот период отсрочка студентам от призыва была отменена) — срочная служба в рядах Советской Армии.
В 1993—1996 годах — учёба в аспирантуре кафедры математики физфака МГУ.
В 1996 году защитил диссертацию на соискание учёной степени кандидата физико-математических наук. Тема — «Системы Тоды, ассоциированные с алгебрами Ли, и W-алгебры в некоторых задачах математической физики». Научный руководитель — Попов А. Г. Специальность 01.01.03 — Математическая физика.
С 1996 года — доцент кафедры математики физфака МГУ.
С 2016 года (по совместительству) — заведующий отделом научной информации по фундаментальной и прикладной математике (Отделение научной информации по проблемам физико-математических наук и информационных технологий) ВИНИТИ РАН.

## Научные труды

### Коллективные монографии
- Быков А. А., Попов В. Ю., Овчинников А. В., Шапкина Н. Е., Могилевски И. Е., Левашова Н. Т. Математический анализ (электронные унифицированные модули). — М.: Изд. ООО «1С-Паблишинг». 2008. — 480 с.
- Овчинников А. В., Колыбасова В. В., Крутицкая Н. Ч. Жорданова форма матрицы оператора. — М.: Физический факультет МГУ имени М. В. Ломоносова. 2009. — 29 с.
- Korpusov M. O., Ovchinnikov A. V. Blow-Up of Solutions of Model Nonlinear Equations of Mathematical Physics. — M.: Изд. "Красанд". 2013. — 488 p. — ISBN 978-5-396-00558-7
- Korpusov M. O., Ovchinnikov A. V. Blow-Up of Solutions to Nonlinear Equations and Systems of Equations of Mathematical Physics. — M.: 2017. — 320 p. — ISBN 978-5-396-00776-5
- Korpusov M. O., Ovchinnikov A. V., Sveshnikov A. G., Yushkov E. V. Blow-Up in Nonlinear Equations of Mathematical Physics: Theory and Methods. De Gruyter Series in Nonlinear Analysis and Applications 27 Walter de Gruyter GmbH. 2018. — 326 p. — ISBN 978-3-11-060207-4

### Учебник серии «Классический университетский учебник»
- Овчинников А. В. Алгебра и геометрия в вопросах и задачах. Кн. 1: Основы алгебры и аналитической геометрии. МГУ имени М. В. Ломоносова, Физический факультет. — М.: URSS, 2016-. — 278 с. — ISBN 978-5-9710-2654-9[9][10]

### Учебники, учебно-методическая литература
- Быков А. А., Попов В. Ю., Овчинников А. В., Шапкина Н. Е., Могилевски И. Е., Левашова Н. Т. Линейная алгебра (электронные унифицированные модули, учебно-методическое пособие). — М.: Изд. ООО «1С-Паблишинг». 2008. — 288 с.
- Овчинников А. В. Линейная алгебра. [Часть 1.] — М.: Финансовый университет при Правительстве Российской Федерации. 2010. — 52 с.
- Овчинников А. В. Линейная алгебра. Часть 2. Рабочая программа дисциплины для студентов, обучающихся по направлению 080100.62 «Экономика». — М.: Финансовый университет при Правительстве Российской Федерации. 2013. — 18 с.
- Овчинников А. В. Алгебра и геометрия для студентов-физиков. Лекционный курс. Семестр 1. — М.: Физический факультет МГУ имени М. В. Ломоносова. 2016. — 360 с. — ISBN 978-5-8279-0138-9

### Общий перечень трудов
- Перечень трудов А. В. Овчинникова в базе Архивная копия от 25 октября 2018 на Wayback Machine ИСТИНА

## Членство в редколлегиях научных журналов
- Реферативный журнал «Математика»
- Итоги науки и техники. Серия «Современная математика и ее приложения. Тематические обзоры»
- Современная математика. Фундаментальные направления
- Фундаментальная и прикладная математика
- Современная математика и ее приложения[11][12][13]